# Roques d'Auló
Les Roques o Pedres d'Auló és una muntanya de 1.779,8 metres d'altitud del terme municipal de Rialb, a la comarca del Pallars Sobirà. Pertanyia a l'antic terme primigeni d'aquesta vila.
Està situada en el sector de llevant del terme municipal, a la carena que tanca pel costat de ponent l'Estació d'esquí de Port-Ainé, al capdamunt de la Serra de Llus.
Durant la Guerra Civil espanyola, es van dur a terme a prop d'aquelles immediacions els anomenats combats de les Pedres d'Auló entre republicans i franquistes.